# Pietro Ostini

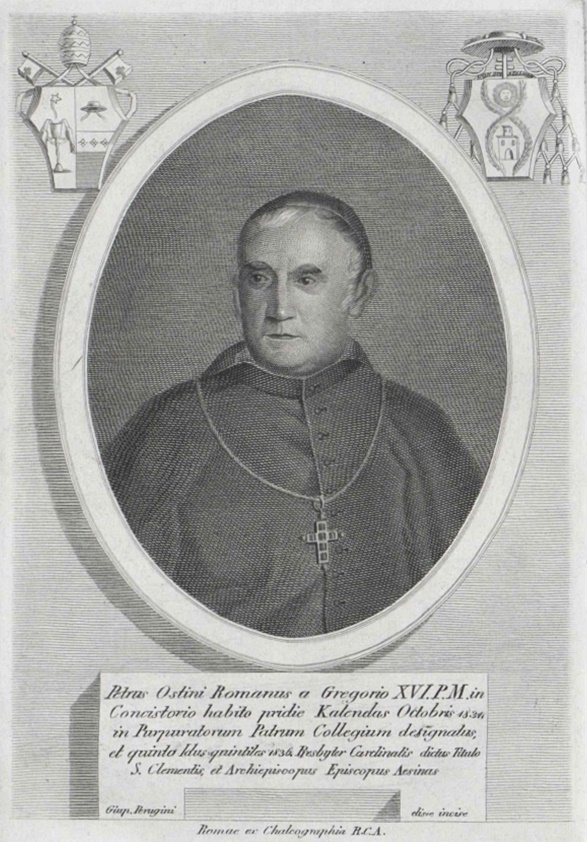
Pietro Kardinal Ostini (Stich, um 1840)

Pietro Ostini (* 27. April 1775 in Rom; † 4. März 1849 in Neapel) war ein Kurienkardinal der römisch-katholischen Kirche.

## Leben und Wirken
Pietro Ostini studierte im Römischen Seminar Theologie und empfing am 3. März 1798 die Priesterweihe. Danach war er lange als Professor für Kirchengeschichte tätig. Nebenbei übte er priesterliche Tätigkeiten aus und arbeitete als Theologe für verschiedene Kardinäle. Unter seinem Einfluss konvertierte der deutsche Maler Friedrich Overbeck 1813 zum Katholizismus. Ab 1817 war Ostini für mehrere Kardinalskongregationen der Römischen Kurie tätig, beispielsweise als Konsultor der Kongregation De Propaganda fide. In der Spätphase der päpstlichen Restauration wurde er einer der einflussreichsten Personen im geistlichen Rom. 1823 sollte er Apostolischer Vikar in Chile werden, doch wegen des Widerstandes seines Bruders lehnte er diese Ernennung ab. 1827 wurde Ostini von Papst Leo XII. zum Apostolischen Nuntius in der Schweiz ernannt und blieb dies bis 1829.
Nach seiner Ernennung zum Titularerzbischof von Tarsus am 9. April 1827 spendete ihm Kardinal Giacomo Giustiniani am 12. August desselben Jahres die Bischofsweihe. Von 1829 bis 1832 war er Nuntius in Brasilien, danach bis 1836 Nuntius in Österreich.
Papst Gregor XVI. hatte ihn bereits am 30. September 1831 zum Kardinal in pectore kreiert, seine Erhebung wurde aber erst am 11. Juli 1836 zugleich mit der Ernennung zum Bischof (mit dem persönlichen Titel eines Erzbischofs) von Iesi bekannt gegeben. Im November 1836 erfolgte Ostinis Ernennung zum Kardinalpriester von San Clemente. Am 3. April 1843 wurde er schließlich zum Kardinalbischof von Albano erhoben.
Pietro Ostini war einer der Teilnehmer am Konklave 1846, das Pius IX. zum Papst wählte. 1847–1849 hatte Kardinal Ostini das Amt des Präfekten der Konzilskongregation inne und war Kardinalprotektor des Zisterzienserordens. Er folgte dem Papst 1848 auch ins Exil von Gaeta und starb an den Folgen eines Unfalls, bei dem er eine schwere Kopfverletzung erlitt. Sein Grab befindet sich im Dom von Neapel.

## Veröffentlichungen
- Dottrina Cristiana Proposta. Rom 1845.[1]